# Tàu thăm dò Galileo
Tàu thăm dò Galileo là một tàu thăm dò, được mang theo bởi tàu vũ trụ Galileo, đã thâm nhập khí quyển Sao Mộc, tại một điểm nóng của khí quyển này và gửi về các thông tin đo đạc được. Tàu thăm dò này đã được chế tạo bởi Công ty Máy bay Hughes ở nhà máy El Segundo, California. Nó nặng 339 kilôgam (747 lb) và có bề ngang 1,3 mét (4,3 ft). Bên trong khiên nhiệt của tàu, các thiết bị được bảo vệ khỏi các điều kiện nhiệt độ và áp suất khắc nghiệt trong quá trình thâm nhập tốc độ cao vào khí quyển Sao Mộc, ở tốc độ 47,8 kilômét (29,7 mi) trên giây. Nó đã đi vào khí quyển Sao Mộc ngày 7 tháng 12 năm 1995, 22:04 UTC và ngừng hoạt động 57,6 phút sau đó, lúc 23:01 UTC.